# Acestrorhynchidae
La famiglia Acestrorhynchidae comprende 26 specie di pesci d'acqua dolce appartenenti all'ordine Characiformes.

## Distribuzione e habitat
Tutte le specie sono originarie delle acque dolci del Sudamerica.

## Descrizione
Le dimensioni sono molto varie, secondo la specie, variando dai 3 cm di Hoplocharax goethei ai 40 cm di Acestrorhynchus falcirostris.

## Specie
La famiglia comprende 26 specie, suddivise in 3 sottofamiglie e 6 generi:

### Sottofamiglia Acestrorhynchinae
- Genere Acestrorhynchus

- - Acestrorhynchus abbreviatus
  - Acestrorhynchus altus
  - Acestrorhynchus britskii
  - Acestrorhynchus falcatus
  - Acestrorhynchus falcirostris
  - Acestrorhynchus grandoculis
  - Acestrorhynchus heterolepis
  - Acestrorhynchus isalineae
  - Acestrorhynchus lacustris
  - Acestrorhynchus maculipinna
  - Acestrorhynchus microlepis
  - Acestrorhynchus minimus
  - Acestrorhynchus nasutus
  - Acestrorhynchus pantaneiro

### Sottofamiglia Heterocharacinae
- Genere Gnathocharax
  - Gnathocharax steindachneri
- Genere Heterocharax
  - Heterocharax leptogrammus
  - Heterocharax macrolepis
  - Heterocharax virgulatus

- Genere Hoplocharax
  - Hoplocharax goethei
- Genere Lonchogenys
  - Lonchogenys ilisha

### Sottofamiglia Roestinae
- Genere Gilbertolus
  - Gilbertolus alatus
  - Gilbertolus alatus
  - Gilbertolus alatus

- Genere Roestes
  - Roestes itupiranga
  - Roestes molossus
  - Roestes ogilviei